# Jour épagomène

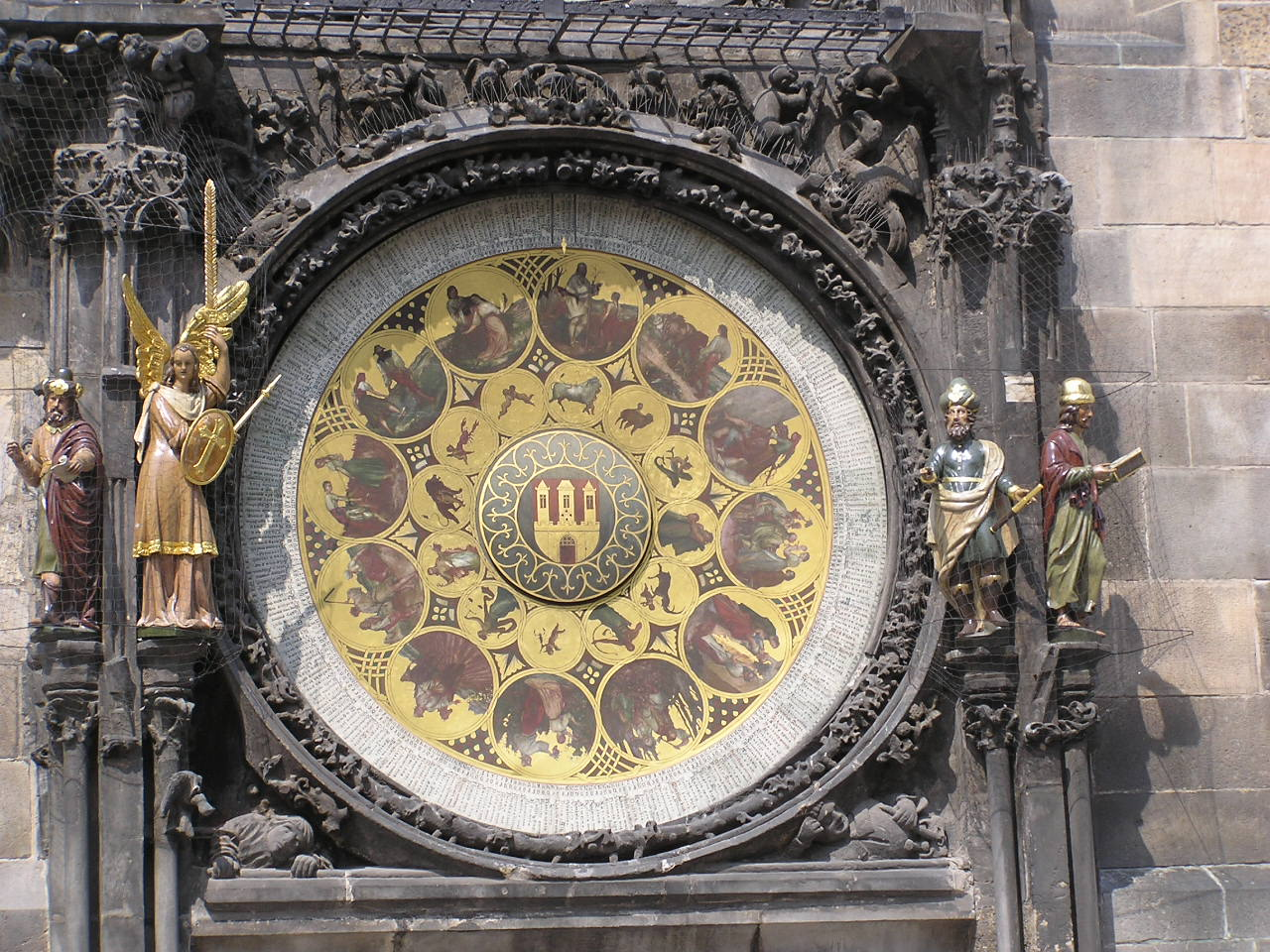
Calendrier situé sous l'horloge astronomique de Prague.

Un jour épagomène (en grec ancien ἐπαγόμενα ἡμέρα / epagómena hêméra, litt. « jour supplémentaire ») est un jour ajouté à la fin de l’année d'un calendrier composé de mois de longueur égale, afin de corriger le décalage entre les indications du calendrier et le cycle astronomique qu'il représente, c'est-à-dire l'année tropique de 365,2422 jours.

## Calendrier arménien
Le calendrier arménien est un calendrier basé sur le même système que le calendrier de l'Égypte antique, ayant une année invariante de 365 jours sans année bissextile. Il comporte donc 12 mois de 30 jours plus 5 jours épagomènes placés à la fin de l'année. Actuellement (de 2024 à 2027 inclus), ces jours se situent du 16 au 20 juillet grégoriens.

## Calendrier aztèque
Dans le calendrier aztèque, composé de 18 mois de 20 jours (= 360 jours), les 5 derniers jours sont des jours épagomènes qu'on considère comme des jours néfastes, des jours de malheur.[réf. nécessaire]

## Calendrier bahá'í
Le calendrier badīʿ, utilisé dans le bahaïsme, compte 19 mois de 19 jours, ces mois étant comptés à partir de l’équinoxe de printemps (le 20 ou le 21 mars du calendrier grégorien), auxquels s’ajoutent 4 jours intercalaires entre les deux derniers mois (usuellement entre le 26 février et le 1er mars du calendrier grégorien). Un cinquième jour épagomène est inséré tous les quatre ans avant le dernier jour à ce mois intercalaire (l'équivalent du 29 février des années bissextiles du calendrier grégorien). Ces jours sont appelés Ayyám-i-Há' (persan : ايام الهاء) et sont une période de fête avant le mois du jeûne.

## Calendrier égyptien
Dans le calendrier égyptien, ce sont les 5 jours restant aux 12 mois de 30 jours que compte une année. Ils correspondent à la naissance des cinq dieux, Osiris, Horus l'Ancien, Seth, Isis et Nephtys. Pour les Égyptiens, ces cinq jours étaient considérés comme « maléfiques ». C'étaient les jours du malheur.[réf. nécessaire]

## Calendrier éthiopien et calendrier copte
Le calendrier éthiopien compte douze mois de trente jours auxquels s’ajoutent cinq jours supplémentaires. Un sixième jour épagomène est ajouté tous les quatre ans, le 29 août du calendrier julien avec lequel il est en phase. Ce 29 août julien correspond, pour les années allant de 1901 à 2099, au 11 septembre grégorien puisque l'an 2000 est compté comme bissextile dans les deux calendriers.

## Calendrier quéchuas
Les quechuas utilisaient un calendrier fixe de 13 mois de 28 jours avec un jour de fête (jour épagomène) et au quatre ans 2 jours de fête.

## Calendrier républicain
Le calendrier républicain français dispose, comme le calendrier égyptien, de 12 mois de 30 jours. Les cinq ou six jours complémentaires du calendrier républicain étaient placés entre le 30 fructidor et le 1er vendémiaire. Ces jours étaient chômés et festifs.